# Simon Helberg
Simon Maxwell Helberg (født 9. december 1980 i Los Angeles, California, USA), er en amerikansk-jødisk skuespiller og komiker, som er bedst kendt for sin rolle som Howard Wolowitz i den amerikanske tv serieThe Big Bang Theory.